# أدريان سيبوس
أدريان سيبوس (من مواليد 8 مارس 1990) هو لاعب كرة اليد مجري لعب مع منتخب المجر لكرة اليد. 
مثل المجر في بطولة العالم لكرة اليد للرجال 2019. 

## روابط خارجية
- أدريان سيبوس على موقع الاتحاد الأوروبي لكرة اليد (الإنجليزية)